# توماس أنسون
توماس أنسون (بالإنجليزية: Thomas Anchitel Anson)‏ (14 أكتوبر 1818 - 3 أكتوبر 1899) هو رجال دين ولاعب كريكت بريطاني (وحمل سابقاً جنسية المملكة المتحدة لبريطانيا العظمى وأيرلندا). لعب مع نادي جامعة كامبريدج للكريكيت ‏.